# Murfreesboro (Arkansas)
Murfreesboro település az Amerikai Egyesült Államok Arkansas államában, Pike megyében, melynek megyeszékhelye is. Lakosainak száma 1495 fő (2020. április 1.).

## Népesség
A település népességének változása:
| Lakosok száma | 1641 | 1580 | 1495 |
|               | 2010 | 2016 | 2020 |